# In Amazonia
In Amazonia is een studioalbum van Isildurs Bane en Peter Hammill uit 2019.

## Inleiding
Nadat Isildurs Bane in 2017 had samengewerkt met Steve Hogarth van Marillion, werkte het in 2018/2019 samen met Peter Hammill van Van der Graaf Generator. Die samenwerking mondde uit in een aantal tracks die uitersten binnen de progressieve rock opleverde. De melodieuze kant, voor zover daar sprake van is, wordt verzorgd door Isildurs Bane uit Zweden bekend vanwege complexe muziek; het verontrustende, ontregelende en jazzachtige door Peter Hammill. Opnamen vonden plaats in Halmstad (The Red Room), Kopenhagen (Valby Station) en Wiltshire (Terra Incognita); studio van Hammill.
De combinatie gaf ook een optreden op een artrock festival in het Portugeze Gouveia.

## Musici

### Isildurs Bane
- Katrine Amsler – toetsinstrumenten en elektronica
- Klas Assarsson – marimba, vibrafoon en percussie
- Luca Calabrese – trompet
- Axel Croné – basgitaar en basklarinet
- Samuel Hällkvist – gitaar
- Mats Johansson – toetsinstrumenten
- Liesbeth Lambrecht – viool, altviool
- Jan Severinsson – live klanken
- Kjell Severinsson – drumstel, percussie

Met Peter Hammill – zang

### Gasten
- John Anderberg – achtergrondzang
- Xerxes Andrén – drumstel
- Karin Nakagawa – koto en stem
- Adam Sass – trompet
- Zhazira Ukeyeva, Mette Gerdle – viool
- Pat Mastelotto – elektronische drums en percussie (track 3); opgenomen in zijn privéstudio

## Muziek
Alle tracks: muziek Johansson en Hammill, teksten van Hammill

| Nr. | Titel              | Duur  |
| --- | ------------------ | ----- |
| 1.  | Before you know it | 7:46  |
| 2.  | Under the current  | 4:46  |
| 3.  | Aguirre            | 5:17  |
| 4.  | This is where?     | 10:07 |
| 5.  | The day is done    | 9:05  |
| 6.  | The bird has flown | 3:20  |

Op The day is done spelen alleen Hamill en Johansson.